# Носовка (Костанайская область)
Носовка (каз. Носов) — упраздненное село в Карасуском районе Костанайской области Казахстана. Входило в состав Люблинского сельского округа. Исключено из учётных данных в 2017 г. Код КАТО — 395255400.

## Население
В 1999 году население села составляло 105 человек (49 мужчин и 56 женщин). По данным переписи 2009 года, в селе проживало 65 человек (36 мужчин и 29 женщин).